# 블루 리본
블루 리본(blue ribbon)은 파란색 리본을 의미한다.
색채심리학에서 파란색은 평화와 진실, 또는 조화를 상징하는 색으로 알려져 있다.
또한 가터 훈장도 파란 리본이다.
파란색 리본은 다음과 같은 운동에 사용되었다.
- 블루 리본 운동 (반검열 운동) - 1995년 미국에서 통신품위법에 반대하여 일어난 언론의 자유를 지키기 위한 운동의 심볼(w:Blue Ribbon Online Free Speech Campaign). 파랑(Blue)은 "언론의 자유의 죽음"에 대한 조의의 색이다.
- 블루 리본 운동 (간접흡연 방지 운동) - 1999년 캐나다에서 시작된 간접흡연 예방 운동.

## 같이 보기
- 블루리본상 (영화)